# Назаровская (Вожегодский район)
Назаровская — деревня в Вожегодском районе Вологодской области.
Входит в состав Бекетовского сельского поселения, с точки зрения административно-территориального деления — в Бекетовский сельсовет.
Расстояние по автодороге до районного центра Вожеги — 44 км, до центра муниципального образования Бекетовской — 8 км. Ближайшие населённые пункты — Барановская, Сурковская, Наволок.
По переписи 2002 года население — 26 человек (15 мужчин, 11 женщин). Всё население — русские.